# 포쇼니 임레
포쇼니 임레(헝가리어: Pozsonyi Imre; 1880년 12월 12일, 부다페스트 ~ 1963년 10월 2일, 부다페스트)는 예샤 포쇼니(폴란드어: Jesza Poszony)로도 알려져 있으며, 언어에 따라 에메리히(독일어: Emmerich)나 에메리코(스페인어: Emérico)의 이름으로도 알려진 헝가리의 전 축구 선수이자 감독이다.

## 경력
포쇼니는 머저르에서 축구를 시작하여 1903년에 MTK로 이적하여 헝가리의 선수권 대회를 우승하였다. 그는 헝가리 국가대표팀 경기 출전 경험도 있는데, 그가 출전한 딱 한 번의 경기는 오스트리아와의 국가대표팀 첫 경기였다.
1921년, 그는 폴란드의 크라코비아 크라쿠프의 감독을 취임했고, 같은 해에 처음으로 출범한 폴란드 선수권 대회 우승을 거두었다. 1921년, 그는 폴란드 국가대표팀 감독도 맡아 1921년 12월, 부다페스트에서 0-1로 진 헝가리와의 사상 첫 국가대표팀 경기를 치렀다.
1922년 12월, 그는 바르셀로나의 감독을 맡은 잉글랜드인 잭 그린웰을 보좌할 수석코치가 되었다. 그린웰이 1923년 8월에 해임된 후, 그는 10월까지 감독직을 맡았는데, 이후 앨프 스푼서가 바통을 이어받았다. 1924년 7월, 그는 다시 감독을 맡았는데, 이후 같은 해 12월에 또다른 잉글랜드인 코니어스 "랠프" 커비가 감독이 되어 그해 코파 델 레이와 카탈루냐 선수권 대회의 동시 석권을 이룩했다.
1926년 4월, 그는 오늘날 디나모 자그레브로 알려진 그라잔스키 자그레브의 감독이 되어 1926년에 유고슬라비아 선수권 대회를 우승했다. 이후, 그는 10월에 소속 구단을 떠났는데, 그 요인으로 노동 허가 기간 연장이 불가능한 데에 있었다. 부다페스트의 우이페슈트 FC에서 몇 년을 보내면서 코파 델 레이 준우승도 차지했고, 1927년에는 리그도 석권했으며, MTK의 감독진에 합류해 감독일을 돕기도 했다. 1930년대 초반에는 멕시코로 건너가 레알 클루브 에스파냐의 감독이 되었다. 그가 멕시코에서 취직하게 된 배경에는 오르트 죄르지가 칠레에서 구직을 선호했기 때문이었다. 포쇼니는 멕시코에서 1930년 선수권 대회 우승을 거두었다.
1932년, 그는 부다페스트에 귀국하여 헝가리와 오스트리아 간의 첫 국가대표팀 30주년 맞이 경기에 참석했다. 당시, 그는 감독일을 마치고 은퇴를 선언했었다.
1963년 10월 2일, 그는 부다페스트에서 영면에 들었고, 부다페스트의 파르카스레티 공동묘지에 묻혔다.

## 수상
MTK
- 헝가리 선수권 대회: 1904

크라코비아 크라쿠프
- 폴란드 선수권 대회: 1921

그라잔스키 자그레브
- 유고슬라비아 왕국 선수권 대회: 1926

레알 클루브 에스파냐
- 멕시코 선수권 대회: 1929–30

## 참고 문헌
- Tamás Dénes, Mihály Sándor, Éva B. Bába: A magyar labdarúgás története I.: Amatorök és álamatorök (1897–1926), Campus Kiadó (Debreceni Campus Nonprofit Közhasznú Kft.), Debrecen, 2014. ISBN 978-963-9822-11-5
- Jonathan Wilson: Names Heard Long Ago: How the Golden Age of Hungarian Football Shaped the Modern Game, Blink Publishing (London, UK), 2019. ISBN 978-1-788-702-73-7